# Еймон де Валера
Е́ймон де Вале́ра (англ. Éamon de Valera, англ. вимова: [ˈeɪmən dɛvəˈlɛrə]; ірл. Éamonn de Bhailéara, ірл. вимова [ˈeːmˠən̻ˠ dʲɛ ˈvˠalʲəɾʲə]; 14 жовтня 1882, Нью-Йорк — 29 серпня 1975, Дублін) — один із домінантних політиків Ірландії у XX ст., автор Конституції Ірландії. Де Валера був одним із лідерів ірландців у війні за незалежність Ірландії та у антидоговірному протистоянні Громадянської війни.

## Біографія
У 1919 році був обраний головою парламенту Ірландії Дойл Ерен, хоча на той момент він перебував у в'язниці.
Вийшов із «Шинн Фейн» (чиїм лідером був у 1917—1926 рр.) і сформував націоналістичну партію «Фіанна Файл» 1926 року. Після створення домініону Ірландської Вільної держави, Де Валера пішов у опозицію до Косгрейва, який представляв помірковані сили. Однак на виборах 1932 року вирішив брати участь і переміг, завоювавши більшість місць в парламенті. Принісши присягу королю, він скасував її уже в якості офіційного представника парламенту. А також скасував виплати фермерів уряду Великої Британії. Ці дії викликали обурення у метрополії. Коли гроші від фермерів не прийшли, Велика Британія почала економічну війну проти свого ж домініону. Ірландський уряд у відповідь ввів мито на англійські товари. У 1933 році його партія знову виграла на виборах.
9 березня 1932 змінив на посаді голови виконавчої ради (тобто прем'єр-міністра) домініону Ірландія Вільяма Косгрейва. Сприяв прийняттю республіканської конституції країни і 29 грудня 1937 став першим прем'єр-міністром (ірл. Taoiseach, тішок) республіки Ейре (згодом — республіка Ірландія). У Другій світовій війні дотримувався нейтралітету, проте в травні 1945 року відвідав представництво Німеччини й висловив свої співчуття у зв'язку зі смертю Гітлера, внаслідок чого на кілька років позбавив Ірландію американських кредитів. 1948 року програв парламентські вибори. Пост прем'єр-міністра 18 лютого 1948 зайняв представник партії «Фіне Гел» Джон Костелло. З 13 червня 1951 по 2 червня 1954 де Валера знову був прем'єр-міністром, але наступні вибори принесли перемогу Костелло. 20 березня 1957 де Валера, вигравши вибори з величезною перевагою, знову став прем'єр-міністром. Після того як 25 червня 1959 закінчився другий президентський термін Шона Томаса О'Келлі, обраний на загальних виборах президентом Ірландії. Новим прем'єром і лідером «Фіанна Файл» 23 червня 1959 став Шон Лемасс. 1966 року де Валеру було переобрано на другий термін. Покинув посаду 24 червня 1973 р., на той момент будучи найстаршим главою держави у світі (90 років). Наступним президентом було обрано Ерскіна Чайлдерса.
Канцлер Національного університету Ірландії в 1922—1975 рр., Голова генеральної асамблеї Ліги Націй у 1938—1939 рр. Член парламенту Великої Британії в 1917—1922 рр. (відмовлявся від місця, один із організаторів переходу в новостворений незалежний ірландський парламент), Північної Ірландії в 1921—1929 і 1933—1938 рр., Ірландії в 1922—1959 рр.